# Stactobia lekoban
Stactobia lekoban är en nattsländeart som beskrevs av Füsun Sipahiler 1998. Stactobia lekoban ingår i släktet Stactobia och familjen smånattsländor. Inga underarter finns listade i Catalogue of Life.